# Países Bajos en el Festival de la Canción de Eurovisión 2022
Países Bajos participó en el LXVI Festival de la Canción de Eurovisión, que se celebró en Turín, Italia del 10 al 14 de mayo de 2022, tras la victoria de Måneskin con la canción «Zitti e buoni». La AVROTROS, encargada de la participación neerlandesa en el festival, decidió continuar con su método de selección interna para elegir a su representante en el concurso eurovisivo. En diciembre de 2021, siendo una de las primeras participantes anunciadas, se confirmó a la cantante S10 como la participante por los Países Bajos en el festival. En marzo de 2022, se presentó la canción «De Diepte» como su canción para el concurso, compuesta por ella misma junto a Arno Krabman. 
Desde su elección y la presentación de la canción, S10 se convirtió en una de las favoritas dentro de las casas de apuestas. Semanas previas a la realización del festival, Países Bajos se ubicó entre el 8° y el 10° lugar en las apuestas, manteniéndose dentro de esos puestos una vez conocidos los 25 finalistas.
En el festival, Países Bajos participó en la primera semifinal, clasificándose a la final tras posicionarse en el 2° lugar con 221 puntos. Cuatro días más tarde, en la gran final, Países Bajos se ubicó en el 11° lugar con un total de 171 puntos: 129 del jurado profesional y 42 del televoto.

## Historia de Países Bajos en Eurovisión
Países Bajos es uno de los países fundadores del festival, habiendo participado desde 1956 en 61 ocasiones. El país es uno de los máximos ganadores del concurso, habiéndolo ganado en 5 ocasiones: en 1957, Corry Brokken ganó con el tema «Nets als toen»; en 1959 con Teddy Scholten y «'n Beetje»; posteriormente en 1969 vencieron junto a otros tres país con Lenny Kuhr y «De trobadour»; su cuarta victoria fue en 1975 con el grupo Teach-In y la canción «Ding-a-Dong». Finalmente, su última victoria fue en 2019 con Duncan Laurence y el tema pop «Arcade». Sin embargo, desde la introducción de las semifinales en 2004, el país no logró clasificarse 8 ocasiones consecutivas a la final. Actualmente, el país es uno de los países con mejores resultados en el concurso, clasificándose a las últimas 7 de 8 finales, posicionándose dentro del Top 10 en tres ocasiones y en 11° lugar en otras dos ocasiones.
En 2021, el cantante nacido en Surinam Jeangu Macrooy, se colocó en 23ª posición con 11 puntos en la gran final, con el tema «Birth of a new age».

## Representante para Eurovisión

### Elección Interna
Países Bajos a través de su televisora AVROTROS confirmó su participación en el Festival de la Canción de Eurovisión 2022 tan solo un par de días después de la final del festival de 2021. La televisora abrió plazo para la recepción de canciones desde el 24 de mayo hasta el 31 de agosto de 2021 siendo posteriormente valoradas las candidaturas por un comité de selección conformado por Eric van Stade, Cornald Maas, Jan Smit, Sander Lantinga, Coen Swijnenberg y Joyce Hoedelmans con la supervisión del jefe de delegación, Lars Lourenco.
El 7 de diciembre de 2021, de manera sorpresiva, Países Bajos anunció a la cantante y rapera S10 como su representante en el Festival de Eurovisión de 2022. El 25 de enero de 2022, se confirmó que la actuación sería dirigida por un equipo conformado por: Wouter van Ransbeek, Marnix Kaart y Henk Jan van de Beek; con van Ransbeek seleccionado como el director artístico de la presentación, Kaart como el director en escena mientras van de Beek fue encargado de la iluminación. El 21 de febrero por medio de Twitter, la AVROTROS confirmó que la canción de S10 sería presentada el 3 de marzo.
Finalmente en esta fecha se lanzó junto al videoclip oficial en YouTube la canción «De Diepte» (La profundidad, en neerlandés), una balada atmosférica con tintes country compuesta por la propia S10 junto a Arno Krabman. Para la web oficial del concurso, S10 declaró sobre la canción:

«Es un tributo a la tristeza y los recuerdos que llevas contigo. Todos experimentan momentos difíciles en sus vidas. Eso es algo que todos tenemos en común y espero que te sientas menos solo cuando escuches la canción.»
S10

## En Eurovisión
De acuerdo a las reglas del festival, todos los concursantes inician desde las semifinales, a excepción del anfitrión (en este caso, Italia) y el Big Five compuesto por Alemania, España, Francia, la misma Italia y Reino Unido. En el sorteo realizado el 25 de enero de 2022, Países Bajos fue sorteada en la primera semifinal del festival. En este mismo sorteo, se determinó que participaría en la primera mitad de la semifinal (posiciones 1-9). Semanas después, ya conocidos los artistas y sus respectivas canciones participantes, la producción del programa dio a conocer el orden de actuación, determinando que el país participara en la octava posición, precedida por Bulgaria y seguida de Moldavia.
Los comentarios para Países Bajos corrieron por parte de Cornald Maas y Jan Smit en la transmisión por televisión de las tres galas, mientras que la final fue comentada por radio por Frank van 't Hof y and Jeroen Kijk in de Vegte. El portavoz de la votación del jurado profesional neerlandés fue el cantante y representante en el Festival de Eurovisión de 2021 por los Países Bajos, Jeangu Macrooy.

### Semifinal 1

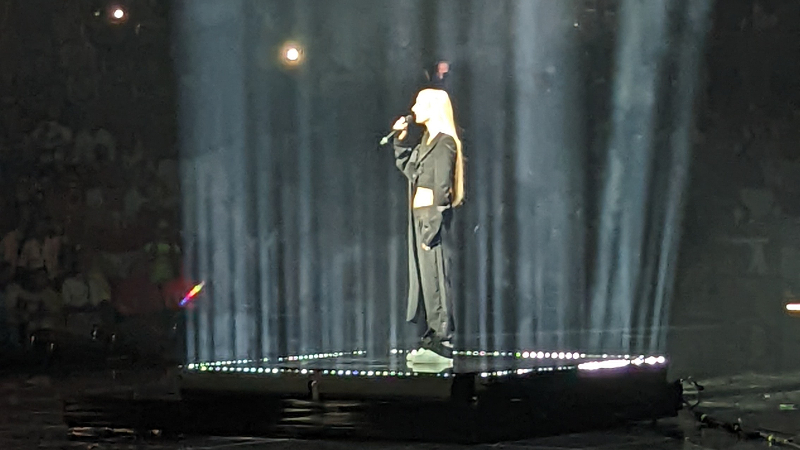
S10 durante la primera semifinal.

S10 tomó parte de los ensayos los días 30 de abril y 4 de mayo así como de los ensayos generales con vestuario de la primera semifinal los días 9 y 10 de mayo. El ensayo general de la tarde del 9 fue tomado en cuenta por los jurados profesionales para emitir sus votos, que representan el 50% de los puntos. Países Bajos se presentó en la posición 8, detrás de Moldavia y por delante de Bulgaria.
La actuación neerlandesa fue diseñada por el equipo neerlandés conformado por Wouter van Ransbeek, Marnix Kaart y Henk Jan van de Beek. La actuación fue sencilla, con S10 actuando sobre una plataforma cuadrada con LEDS. S10 vistió de negro mientras el escenario permaneció en penumbras, con una serie de pequeños juegos y flashes de luz desde el arco que iban cambiando conforme el peso sentimental de la canción iba avanzando.
Al final del show, los Países Bajos fueron anunciados como uno de los 10 países finalistas. Los resultados revelados una vez terminado el festival, ubicaron a Países Bajos en 2° lugar con 221 puntos, habiéndose posicionado en segundo lugar de la votación del jurado profesional con 142 puntos mientras que en la votación del televoto se colocó en 7.ª posición con 79 puntos. Este se convirtió en el séptimo pase para el país en sus últimas 8 apariciones en una semifinal.

### Final
Durante la rueda de prensa de los ganadores de la primera semifinal, se realizó el sorteo en el que se decidió en que mitad participaría cada finalista. Países Bajos fue sorteado para participar en la primera mitad de la final (posiciones 1-13). El orden de actuación revelado durante la madrugada del viernes 13 de mayo, decidió que Países Bajos debía actuar en la posición 11 por delante de España y detrás de Ucrania. S10 tomó parte de los ensayos generales con vestuario de la final los días 13 y 14 de mayo. El ensayo general de la tarde del 13 fue tomado en cuenta por los jurados profesionales para emitir sus votos, que representan el 50% de los puntos.
Durante la votación, Países Bajos se colocó en 9° lugar en la votación del jurado profesional con 129 puntos, incluyendo los 12 puntos del jurado de Italia. Posteriormente se reveló su puntuación en el votación del televoto: 42 puntos que la colocaron en 14.º lugar recibiendo como puntuación más alta los 10 puntos del televoto de Bélgica. En la sumatoria final, Países Bajos se colocó en 11.ª posición con 171 puntos, a solo 11 del décimo lugar. Este resultado se convirtió en la sexta ocasión desde 2013 que el país se coloca en el Top 11 de la gran final. 

### Votación

#### Puntuación a Países Bajos

##### Semifinal 1
| Jurado                                  | Jurado                                            | Jurado                                               | Jurado               | Jurado               |
| 12 puntos                               | 10 puntos                                         | 8 puntos                                             | 7 puntos             | 6 puntos             |
| --------------------------------------- | ------------------------------------------------- | ---------------------------------------------------- | -------------------- | -------------------- |
| - Armenia - Dinamarca - Suiza - Ucrania | - Albania - Eslovenia - Italia                    | - Austria - Francia - Lituania - Noruega - Portugal  | - Islandia           | - Grecia             |
| 5 puntos                                | 4 puntos                                          | 3 puntos                                             | 2 puntos             | 1 punto              |
|                                         | - Bulgaria                                        | - Letonia                                            | - Croacia - Moldavia |                      |
| Televoto                                |                                                   |                                                      |                      |                      |
| 12 puntos                               | 10 puntos                                         | 8 puntos                                             | 7 puntos             | 6 puntos             |
|                                         |                                                   | - Islandia - Moldavia - Portugal                     |                      | - Lituania - Ucrania |
| 5 puntos                                | 4 puntos                                          | 3 puntos                                             | 2 puntos             | 1 punto              |
| - Austria                               | - Armenia - Dinamarca - Francia - Grecia - Italia | - Albania - Bulgaria - Croacia - Eslovenia - Letonia | - Suiza              | - Noruega            |

##### Final
| Jurado                | Jurado                                                                              | Jurado                           | Jurado                 | Jurado                          |
| 12 puntos             | 10 puntos                                                                           | 8 puntos                         | 7 puntos               | 6 puntos                        |
| --------------------- | ----------------------------------------------------------------------------------- | -------------------------------- | ---------------------- | ------------------------------- |
| - Italia              | - Dinamarca - Suiza                                                                 | - Austria - Ucrania              | - Eslovenia - Portugal | - Albania - Lituania            |
| 5 puntos              | 4 puntos                                                                            | 3 puntos                         | 2 puntos               | 1 punto                         |
| - Finlandia - Noruega | - Alemania - Armenia - Azerbaiyán - Francia - Georgia - Grecia - Islandia - Letonia | - Montenegro - Polonia - Rumania | - Croacia              | - Estonia - Israel              |
| Televoto              |                                                                                     |                                  |                        |                                 |
| 12 puntos             | 10 puntos                                                                           | 8 puntos                         | 7 puntos               | 6 puntos                        |
|                       | - Bélgica                                                                           |                                  |                        | - Albania                       |
| 5 puntos              | 4 puntos                                                                            | 3 puntos                         | 2 puntos               | 1 punto                         |
| - Islandia            | - Alemania - Portugal                                                               | - Estonia - Ucrania              | - Israel - Italia      | - Eslovenia - Lituania - Suecia |

#### Votación realizada por Países Bajos
| Puntos    | Jurado    | Televoto |
| --------- | --------- | -------- |
| 12 puntos | Grecia    | Ucrania  |
| 10 puntos | Portugal  | Moldavia |
| 8 puntos  | Ucrania   | Armenia  |
| 7 puntos  | Suiza     | Noruega  |
| 6 puntos  | Noruega   | Portugal |
| 5 puntos  | Islandia  | Lituania |
| 4 puntos  | Armenia   | Islandia |
| 3 puntos  | Croacia   | Grecia   |
| 2 puntos  | Lituania  | Suiza    |
| 1 punto   | Eslovenia | Letonia  |

| Puntos    | Jurado      | Televoto    |
| --------- | ----------- | ----------- |
| 12 puntos | Grecia      | Ucrania     |
| 10 puntos | Suiza       | Moldavia    |
| 8 puntos  | Portugal    | Reino Unido |
| 7 puntos  | Australia   | España      |
| 6 puntos  | Bélgica     | Polonia     |
| 5 puntos  | España      | Noruega     |
| 4 puntos  | Reino Unido | Bélgica     |
| 3 puntos  | Noruega     | Serbia      |
| 2 puntos  | Moldavia    | Suecia      |
| 1 punto   | Suecia      | Estonia     |

##### Desglose
El jurado neerlandés estuvo compuesto por:
- Andrew Makkinga
- Barry Paf
- Eva van Manen
- Kris Berry
- Perquisite

| Semifinal 1 | Semifinal 1  | Semifinal 1                | Semifinal 1                | Semifinal 1                | Semifinal 1                | Semifinal 1                | Semifinal 1                | Semifinal 1                | Semifinal 1                | Semifinal 1                |
| N.º         | País         | Jurado                     | Jurado                     | Jurado                     | Jurado                     | Jurado                     | Jurado                     | Jurado                     | Televoto                   | Televoto                   |
| N.º         | País         | Jurado A                   | Jurado B                   | Jurado C                   | Jurado D                   | Jurado E                   | Ranking                    | Puntos                     | Ranking                    | Puntos                     |
| ----------- | ------------ | -------------------------- | -------------------------- | -------------------------- | -------------------------- | -------------------------- | -------------------------- | -------------------------- | -------------------------- | -------------------------- |
| 01          | Albania      | 13                         | 14                         | 10                         | 8                          | 16                         | 14                         |                            | 14                         |                            |
| 02          | Letonia      | 14                         | 16                         | 9                          | 15                         | 14                         | 16                         |                            | 10                         | 1                          |
| 03          | Lituania     | 16                         | 6                          | 11                         | 5                          | 9                          | 9                          | 2                          | 6                          | 5                          |
| 04          | Suiza        | 9                          | 5                          | 7                          | 2                          | 2                          | 4                          | 7                          | 9                          | 2                          |
| 05          | Eslovenia    | 12                         | 12                         | 3                          | 14                         | 15                         | 10                         | 1                          | 13                         |                            |
| 06          | Ucrania      | 4                          | 4                          | 2                          | 7                          | 5                          | 3                          | 8                          | 1                          | 12                         |
| 07          | Bulgaria     | 10                         | 15                         | 15                         | 10                         | 12                         | 15                         |                            | 15                         |                            |
| 08          | Países Bajos | -------------------------- | -------------------------- | -------------------------- | -------------------------- | -------------------------- | -------------------------- | -------------------------- | -------------------------- | -------------------------- |
| 09          | Moldavia     | 7                          | 9                          | 12                         | 13                         | 7                          | 11                         |                            | 2                          | 10                         |
| 10          | Portugal     | 3                          | 1                          | 13                         | 4                          | 3                          | 2                          | 10                         | 5                          | 6                          |
| 11          | Croacia      | 5                          | 8                          | 5                          | 6                          | 10                         | 8                          | 3                          | 12                         |                            |
| 12          | Dinamarca    | 8                          | 10                         | 8                          | 12                         | 11                         | 12                         |                            | 11                         |                            |
| 13          | Austria      | 15                         | 13                         | 6                          | 16                         | 13                         | 13                         |                            | 16                         |                            |
| 14          | Islandia     | 2                          | 7                          | 16                         | 3                          | 6                          | 6                          | 5                          | 7                          | 4                          |
| 15          | Grecia       | 6                          | 2                          | 14                         | 1                          | 1                          | 1                          | 12                         | 8                          | 3                          |
| 16          | Noruega      | 1                          | 11                         | 1                          | 11                         | 8                          | 5                          | 6                          | 4                          | 7                          |
| 17          | Armenia      | 11                         | 3                          | 4                          | 9                          | 4                          | 7                          | 4                          | 3                          | 8                          |

| Final | Final           | Final                      | Final                      | Final                      | Final                      | Final                      | Final                      | Final                      | Final                      | Final                      |
| N.º   | País            | Jurado                     | Jurado                     | Jurado                     | Jurado                     | Jurado                     | Jurado                     | Jurado                     | Televoto                   | Televoto                   |
| N.º   | País            | Jurado A                   | Jurado B                   | Jurado C                   | Jurado D                   | Jurado E                   | Ranking                    | Puntos                     | Ranking                    | Puntos                     |
| ----- | --------------- | -------------------------- | -------------------------- | -------------------------- | -------------------------- | -------------------------- | -------------------------- | -------------------------- | -------------------------- | -------------------------- |
| 01    | República Checa | 21                         | 22                         | 19                         | 24                         | 21                         | 21                         |                            | 24                         |                            |
| 02    | Rumania         | 22                         | 23                         | 21                         | 20                         | 23                         | 23                         |                            | 17                         |                            |
| 03    | Portugal        | 2                          | 15                         | 1                          | 4                          | 11                         | 3                          | 8                          | 11                         |                            |
| 04    | Finlandia       | 23                         | 19                         | 22                         | 23                         | 22                         | 22                         |                            | 20                         |                            |
| 05    | Suiza           | 3                          | 10                         | 3                          | 5                          | 3                          | 2                          | 10                         | 16                         |                            |
| 06    | Francia         | 24                         | 24                         | 24                         | 22                         | 24                         | 24                         |                            | 22                         |                            |
| 07    | Noruega         | 12                         | 2                          | 12                         | 14                         | 13                         | 8                          | 3                          | 6                          | 5                          |
| 08    | Armenia         | 8                          | 11                         | 18                         | 15                         | 16                         | 17                         |                            | 12                         |                            |
| 09    | Italia          | 18                         | 13                         | 16                         | 19                         | 14                         | 18                         |                            | 15                         |                            |
| 10    | España          | 6                          | 8                          | 4                          | 7                          | 2                          | 6                          | 5                          | 4                          | 7                          |
| 11    | Países Bajos    | -------------------------- | -------------------------- | -------------------------- | -------------------------- | -------------------------- | -------------------------- | -------------------------- | -------------------------- | -------------------------- |
| 12    | Ucrania         | 14                         | 6                          | 8                          | 8                          | 15                         | 12                         |                            | 1                          | 12                         |
| 13    | Alemania        | 20                         | 20                         | 7                          | 13                         | 10                         | 16                         |                            | 18                         |                            |
| 14    | Lituania        | 4                          | 17                         | 11                         | 9                          | 18                         | 13                         |                            | 13                         |                            |
| 15    | Azerbaiyán      | 17                         | 5                          | 20                         | 10                         | 17                         | 14                         |                            | 19                         |                            |
| 16    | Bélgica         | 10                         | 14                         | 5                          | 3                          | 1                          | 5                          | 6                          | 7                          | 4                          |
| 17    | Grecia          | 1                          | 3                          | 2                          | 2                          | 8                          | 1                          | 12                         | 21                         |                            |
| 18    | Islandia        | 13                         | 16                         | 9                          | 11                         | 4                          | 11                         |                            | 23                         |                            |
| 19    | Moldavia        | 5                          | 7                          | 10                         | 17                         | 9                          | 9                          | 2                          | 2                          | 10                         |
| 20    | Suecia          | 11                         | 12                         | 15                         | 6                          | 6                          | 10                         | 1                          | 9                          | 2                          |
| 21    | Australia       | 16                         | 4                          | 6                          | 1                          | 5                          | 4                          | 7                          | 14                         |                            |
| 22    | Reino Unido     | 9                          | 1                          | 13                         | 16                         | 7                          | 7                          | 4                          | 3                          | 8                          |
| 23    | Polonia         | 7                          | 9                          | 23                         | 18                         | 12                         | 15                         |                            | 5                          | 6                          |
| 24    | Serbia          | 15                         | 21                         | 17                         | 21                         | 20                         | 20                         |                            | 8                          | 3                          |
| 25    | Estonia         | 19                         | 18                         | 14                         | 12                         | 19                         | 19                         |                            | 10                         | 1                          |